# Ligne électrique Yunnan - Guangdong
Yunnan-Guangdong est une liaison à courant continu chinoise reliant le poste de Chuxiong, à celui de Suidong près de Zengcheng. Elle permet de connecter les barrages de Xiaowan et Jinanqiao à la région industrielle du Guangdong.
Elle a été mise en service en décembre 2009. Il s'agit de la première liaison utilisant une tension continue de ±800 kV. Des innovations technologiques ont donc été nécessaires pour la construire. Elle a une puissance nominale de 5 000 MW et une longueur de 1 418 km. C'est une liaison bipolaire, mais chaque pôle est constitué de deux groupes de valves à 12 pulsations en série au lieu d'un dans les designs classiques.

## Histoire
Le contrat est signé en juin 2007. La ligne est exploitée par China Southern Power Grid

## Innovations liées à la tension de 800 kV
Les distances d'isolement côté tension continue atteignent quasiment 10 m, soit près du double de celles nécessaires pour une tension de 500 kV. Cela conduit à agrandir les dimensions du matériel électrique, ce qui pose des problèmes mécaniques et en matière de transportabilité. La plupart des équipements employés sur la ligne Yunnan-Guangdong ont donc dû être repensés en comparaison des équipements HVDC préexistants. Il a fallu assurer un équilibre entre contrainte électrique et mécanique sur les composants. Les traversées isolées ont en particulier nécessité beaucoup de travail de conception. Par ailleurs, le matériel employé par les laboratoires de haute tension afin de tester les composants électriques a dû évoluer, celui existant n'atteignant généralement pas les tensions requises,.
Il faut également noter qu'aucune norme ne couvre ce domaine de tension au moment de la réalisation du projet.

## Données techniques

### Vue d'ensemble
| Mise en service                   | décembre 2009                |
| Fabricant                         | Siemens                      |
| Tension nominale                  | +/-800 kV                    |
| Puissance nominale                | 5 000 MW                     |
| Puissance en surcharge continue   | MW                           |
| Courant maximum admissible        | 3 125 A                      |
| Nombre de thyristors par valve    | 60                           |
| Nombre de transformateurs         | 48 en ligne et 8 de rechange |
| Position des bobines de lissage   | Haute tension et neutre      |
| inductance des bobines de lissage | 75 mH                        |

Schéma électrique de la liaison Yunnan-Guangdong

Côté AC, les transformateurs sont reliés au réseau 500 kV chinois.
Normalement, les bobines de lissage sont placées côté haute tension. Cependant pour limiter le besoin en isolation, elles sont installées pour moitié côté haute tension et pour moitié côté neutre.
La station de Chuxiong se trouve à une altitude de 1 850 m au-dessus de la mer, il faut donc porter une attention particulière aux distances de sécurité. 
Les équipements électriques doivent résister à la pollution atmosphérique très élevée à Suidong qui encrasse les isolateurs. Combiné aux hautes tensions en présence, le choix de matériaux hydrophobes pour les surfaces extérieures s'impose afin d'éviter les courants de fuite.

### Convertisseurs
Les thyristors utilisés sont amorcés optiquement et ont une tension nominale de 8 kV de 5 ". Chaque valve est constitué de 2 modules, soit quatre sections ou 60 thyristors en série.

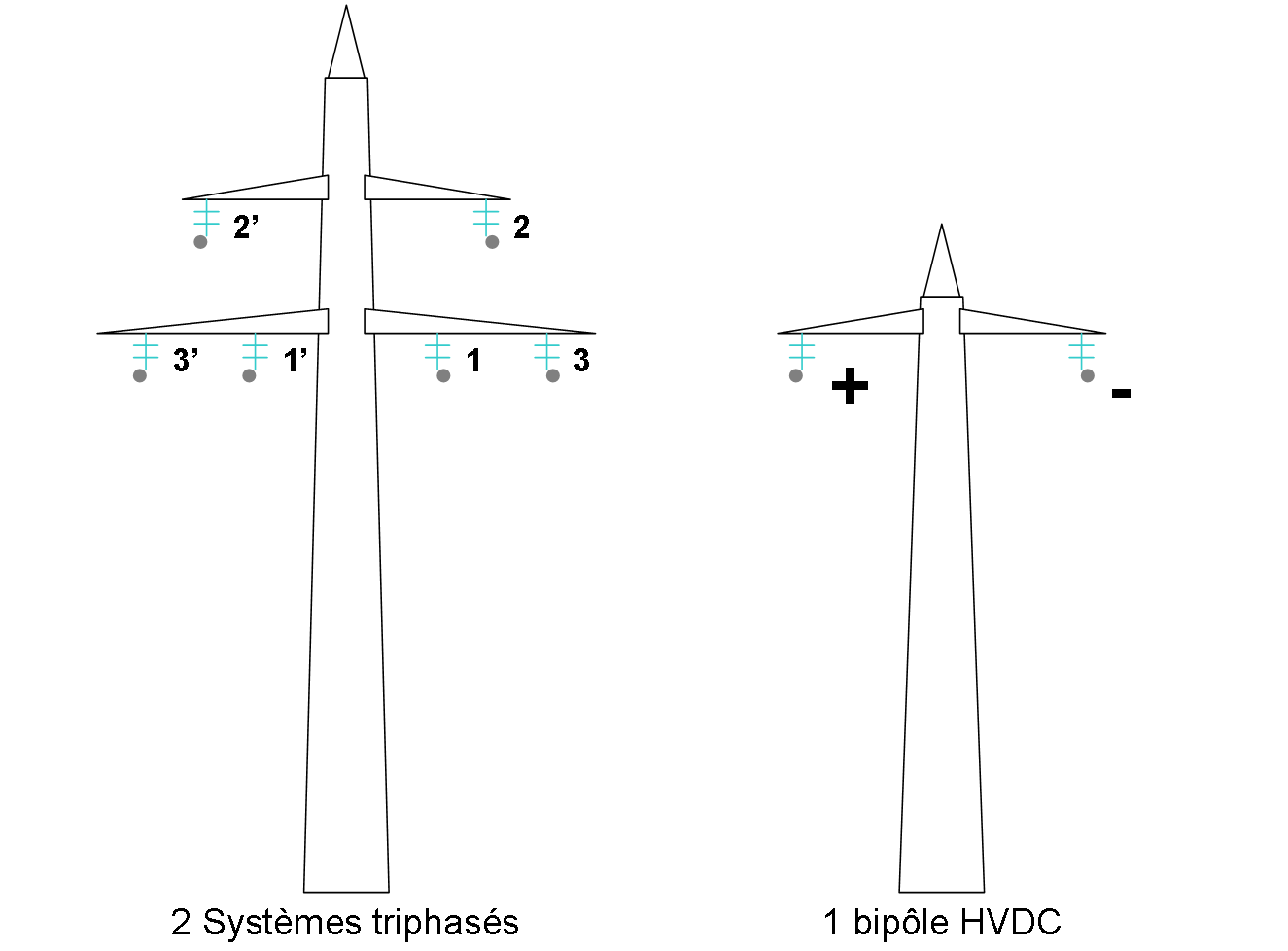
Pour le même niveau de redondance 2 conducteurs en HVDC équivalent à deux lignes triphasées.

C'est une liaison bipolaire, mais chaque pôle est constitué de deux groupes de valves à 12 pulsations en série au lieu d'un dans les designs classiques. Ainsi chaque groupe de valves à 12 pulsations a une tension à ses bornes de 400 kV et est installé dans un bâtiment propre.
Des sectionneurs de groupe de valve sont installés pour permettre de maintenir un haut niveau de puissance si un groupe à 12 impulsions venait à subir une avarie.

### Filtres
Des filtres ont été installés, côté tension alternative pour compenser les harmoniques et fournir la puissance réactive nécessaire aux stations et côté tension continue pour la lisser.

### Ligne aérienne
Les lignes aériennes ont une longueur de 1 418 km.
L'usage de la tension continue permet de limiter l'empreinte au sol nécessaire pour transporter une telle puissance électrique en comparaison avec une liaison à tension alternative. Ainsi, il faudrait cinq pylônes de tension 500 kV à la place d'un seul pour la liaison 800 kV en tension continue.